# Кент-стрит (Оттава)

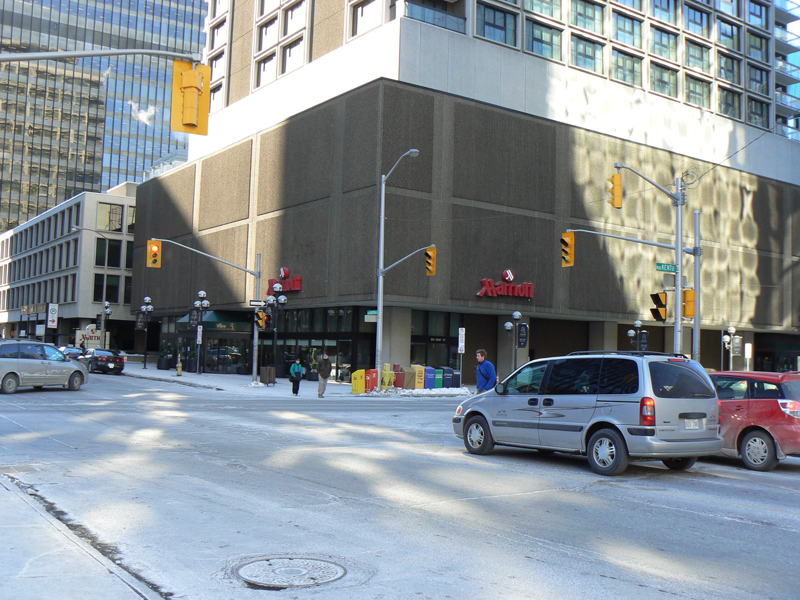
Перекрёсток Кент-стрит и Куин-стрит.

Кент-стрит, англ. Kent Street, фр. Rue Kent, известна также как Оттавская дорога № 83, (Ottawa Road #83) — крупная улица в центральной части г. Оттава. Проходит параллельно Бэнк-стрит, на один квартал к западу от неё. Ранее улица была известна под названием Хью-стрит, англ. Hugh Street.
Кент-стрит — улица с односторонним движением в сторону севера. Она начинается у магистрали Куинсуэй, Queensway на юге и заканчивается у Веллингтон-стрит на севере, у Парламентского холма. На юге Кент-стрит расположены в основном небольшие, 2-5-этажные офисные центры, несколько ресторанов и жилых зданий. В северной части расположен ряд небоскрёбов — в основном правительственных зданий.
Среди домов, расположенных вдоль Кент-стрит:
- Верховный суд Канады, к северу от Веллингтон-стрит
- Восточное мемориальное здание
- Коммерческий район Спаркс-стрит
- Здание К. Д. Хау (на углу с Куин-стрит)
- Бизнес-центр «Пляс де Виль» (башни A & B)
- Отель Marriott
- Башня Minto Place
- Башни Джин Эдмондс (восточная сторона улицы, между Слейтер-стрит и Лорье-авеню)
- Бизнес-центр Constitution Square (западная сторона, между Альберт-стрит и Слейтер-стрит)
- Базилика Святого Патрика,
- Центральный автобусный вокзал Оттавы близ Автомагистрали 417